# Klaus Jäger
Klaus Jäger (Kelheim, 6 de febrero de 1950) es un deportista alemán que compitió para la RFA en remo. Ganó dos medallas de bronce en el Campeonato Mundial de Remo, en los años 1974 y 1975.

## Palmarés internacional
| Campeonato Mundial | Campeonato Mundial       | Campeonato Mundial | Campeonato Mundial |
| Año                | Lugar                    | Medalla            | Prueba             |
| ------------------ | ------------------------ | ------------------ | ------------------ |
| 1974               | Lucerna (Suiza)          | Medalla de bronce  | Cuatro sin timonel |
| 1975               | Nottingham (Reino Unido) | Medalla de bronce  | Dos con timonel    |